# Sukon Tungkop
Sukon Tungkop is een bestuurslaag in het regentschap Pidie van de provincie Atjeh, Indonesië. Sukon Tungkop telt 422 inwoners (volkstelling 2010).